# Danílovka (Volgogrado)
Danílovka (ruso: Дани́ловка) es un asentamiento de tipo urbano de Rusia, capital del raión homónimo en la óblast de Volgogrado.
En 2021, el territorio del asentamiento tenía una población de 4528 habitantes, de los que 4308 vivían en el propio asentamiento y el resto repartidos en dos pedanías: el pueblo (seló) de Miusovo y el jútor de Goncharý.
Se ubica a orillas del río Medvéditsa, a medio camino entre Mijáilovka y Kótovo sobre la carretera 18K-10.

## Historia
Fue fundado en 1747, cuando la emperatriz Isabel I entregó el señorío de estas tierras a Danila Efrémovich Efrémov, atamán de los cosacos del Don. El lugar donde se fundó el pueblo era un área despoblada que pertenecía al ókrug de Ust-Medveditskaya, en las tierras del Voisko del Don. Efrémov fundó el asentamiento construyendo una iglesia de piedra blanca, que destacaba entre las del entorno. Danílovka se fundó con estatus de slobodá, y en el siglo XIX era sede de su propia vólost y albergaba dos ferias al año. Adoptó el estatus de capital distrital en 1928, cuando se definieron los raiones del krai del Bajo Volga. En 1931, la Unión Soviética cambió su estatus de slobodá a pueblo (seló) y le dio el nuevo topónimo "Pravda" (Правда). En 1970, Pravda adoptó el estatus de asentamiento de tipo urbano. Tras la disolución de la Unión Soviética, el asentamiento recuperó su topónimo original en 1997, con motivo del 250 aniversario de su fundación.